# Femmes aux yeux ouverts
Pour plus de détails, voir Fiche technique et Distribution.
Femmes aux yeux ouverts est un film togolais réalisé par Anne-Laure Folly, sorti en 1994.

## Synopsis
Le film s'intéresse à la vie des femmes au Burkina Faso, au Mali, au Sénégal et au Bénin, sous l'angle de l'excision, du mariage forcé, du sida, de la lutte pour les droits et de l'autonomie économique'.

## Fiche technique
- Titre : Femmes aux yeux ouverts
- Réalisation : Anne-Laure Folly
- Musique : Philippe Papin et Ali Wade
- Montage : Sylvie Allombert
- Pays :  Togo
- Genre : Documentaire
- Durée : 52 minutes
- Dates de sortie : 
  -  France : 1994 (festival international du film d'Amiens)

## Distinctions
Le film a reçu une mention spéciale au festival international du film d'Amiens.